# Picpus (film)
Picpus je francouzský kriminální film z roku 1943, který režíroval Richard Pottier. Jedná se o adaptaci knihy Signé Picpus Georgese Simenona o komisaři Maigretovi. Snímek měl světovou premiéru 12. února 1943.

## Děj
Noví nájemníci najdou v bytě mrtvou ženu ve skříni. Vyšetřováním je pověřen komisař Maigret.

## Obsazení
| Albert Préjean   | komisař Maigret         |
| Juliette Faber   | Berthe                  |
| Jean Tissier     | Honoré Mascouvin        |
| André Gabriello  | inspektor Lucas         |
| Noël Roquevert   | spisovatel Louis Dubief |
| Guillaume de Sax | Laignan                 |
| Édouard Delmont  | Emile Dumont            |
| Antoine Balpêtré | Maigretův nadřízený     |
| Henri Vilbert    | inspektor Amadieu       |
| Pierre Palau     | doktor Pierre           |